# Limotettix nigrax
Limotettix nigrax är en insektsart som beskrevs av Medler 1943. Limotettix nigrax ingår i släktet Limotettix och familjen dvärgstritar. Inga underarter finns listade i Catalogue of Life.